# مت پروکوپ
مت پروکوپ (انگلیسی: Matt Prokop؛ زادهٔ ۲۹ ژوئیهٔ ۱۹۹۰) هنرپیشه اهل ایالات متحده آمریکا است.
از فیلم‌ها یا برنامه‌های تلویزیونی که وی در آن نقش داشته‌است می‌توان به خانواده امروزی، دبیرستان موزیکال ۳: سال آخر، هانا مونتانا، متوسط، انتقام خزدار و رعدوبرق‌خورده اشاره کرد.